# Воспоминания о будущем (альбом)
«Воспоминания о будущем» — восьмой студийный альбом российской поп-группы REFLEX, выпущенный 16 июня 2014 года на лейбле REFLEXMUSIC. На диске представлено 16 композиций, большая часть из которых — новые версии старых хитов коллектива. Альбом получил смешанные отзывы критиков.

## Об альбоме
Альбом записывался в течение трёх лет: с 2012 по 2014 год. Диск является первым после возвращения Ирины Нельсон в группу. Большинство песен на альбоме являются новыми версиями таких известных хитов группы, как «Сойти с ума», «Мне трудно говорить», «Может быть показалось», «Танцы» и другие. Также имеются новые работы коллектива — синглы «Я буду небом твоим», «Лето на окна», «Ангел» (дуэт с Эльвирой Т), «Прикосновения» и «Воспоминания о будущем», которая стала заглавной песней альбома. В альбом также были включены ремиксы на песни «Лето на окна» и «Воспоминания о будущем».

## Реакция критики
Рецензент Игорь Данилов из агентства InterMedia в основном положительно отозвался об альбоме. Он поставил ему оценку 3 из 5, посчитав новые версии уже известных песен слабо отличимыми от оригиналов. Однако, по мнению журналиста они «возможно, даже вызовут желание пересмотреть некоторые клипы „Рефлекса“, в своё время становившиеся большими событиями». Также критик отметил песни «Лето на окна» и дуэт с певицей Эльвирой Т — сингл «Ангел». «Но не исключено, что смешивать их в трек-листе с „величайшими хитами“ было ошибкой — „Сойти с ума“ и „Может быть, показалось“ бесцеремонно вытесняют их из слушательского сознания» — считает рецензент.
На сайте NewsMuzic.Ru не особо оценили новые версии хитов, посчитав что «REFLEX подверг свои лучшие треки прошлых лет лишь „косметическому ремонту“, что не пошло им на пользу», и что альбом получился гораздо «слабее» предыдущих. Положительно были отмечены песни «Я буду небом твоим», «радующая своей яркой мелодикой», и песня «Ангел». На сайте посчитали, что «Творческий союз Эльвиры Т и команды REFLEX гармоничен, и если будет продолжать совместную работу, то имеет все шансы подарить слушателям ещё несколько крепких песен». Заглавная композиция альбома «Воспоминания о будущем», по мнению сайта, получилось не совсем удачной, так как она «разочаровывает блеклой мелодикой и прямолинейной лирикой».

## Список композиций
| №   | Название                                    | Текст песни                      | Музыка                                     | Длительность |
| --- | ------------------------------------------- | -------------------------------- | ------------------------------------------ | ------------ |
| 1.  | «Я буду небом твоим»                        | Дианна Гольде, Глеб Кулыгин      | Вячеслав Тюрин                             | 3:42         |
| 2.  | «Если небо не за нас» (Version 2014)        | Глеб Кулыгин                     | Вячеслав Тюрин                             | 3:39         |
| 3.  | «Воспоминания о будущем»                    | Вячеслав Тюрин                   | Вячеслав Тюрин                             | 3:40         |
| 4.  | «Ангел»                                     | Вячеслав Тюрин                   | Вячеслав Тюрин                             | 3:31         |
| 5.  | «Потому что не было тебя» (Version 2014)    | Вячеслав Тюрин                   | Вячеслав Тюрин                             | 4:09         |
| 6.  | «Мне трудно говорить» (Version 2014)        | Вячеслав Тюрин                   | Вячеслав Тюрин                             | 4:09         |
| 7.  | «Может быть, показалось» (Version 2014)     | Наталья Тимченко, Глеб Кулыгин   | Вячеслав Тюрин                             | 3:59         |
| 8.  | «Прикосновения»                             | Глеб Кулыгин                     | Вячеслав Тюрин                             | 3:42         |
| 9.  | «Лето на окна»                              | Андрей Беляев                    | Евгений Бардаченко, Вячеслав Тюрин         | 3:32         |
| 10. | «Сойти с ума» (Version 2014)                | Ирина Нельсон, Виктория Сотова   | Вячеслав Тюрин                             | 4:09         |
| 11. | «Не гони меня, ветер» (Version 2014)        | Ирина Нельсон                    | Ирина Нельсон                              | 3:27         |
| 12. | «Первый раз» (Version 2014)                 | Ирина Нельсон                    | Вячеслав Тюрин                             | 4:04         |
| 13. | «Танцы» (Extened Version 2014)              | Леона Войналович, Глеб Кулыгин   | Вячеслав Тюрин, Евгений Белявцев (DJ Unix) | 5:26         |
| 14. | «Ангел» (feat. Elvira T)                    | Вячеслав Тюрин, Эльвира Тугушева | Вячеслав Тюрин                             | 3:42         |
| 15. | «Лето на окна» (Remix)                      | Андрей Беляев                    | Евгений Бардаченко, Вячеслав Тюрин         | 3:33         |
| 16. | «Воспоминания о будущем» (The Lovers Remix) | Вячеслав Тюрин                   | Вячеслав Тюрин                             | 3:37         |

| №   | Название                                       | Текст песни | Музыка                             | Длительность |
| --- | ---------------------------------------------- | ----------- | ---------------------------------- | ------------ |
| 17. | «Я буду небом твоим» (Инструментальная версия) | —           | Вячеслав Тюрин                     | 3:46         |
| 18. | «Ангел» (Инструментальная версия)              | —           | Вячеслав Тюрин                     | 3:31         |
| 19. | «Лето на окна» (Инструментальная версия)       | —           | Евгений Бардаченко, Вячеслав Тюрин | 3:32         |

| №   | Название                              | Длительность |
| --- | ------------------------------------- | ------------ |
| 20. | «Я буду небом твоим» (Видеоклип)      | 3:42         |
| 21. | «Если небо не за нас» (Видеоклип)     | 3:38         |
| 22. | «Потому что не было тебя» (Видеоклип) | 4:10         |
| 23. | «Лето на окна» (Видеоклип)            | 3:37         |
| 24. | «Прикосновения» (Видеоклип)           | 3:42         |